# XXIX Giochi del Sud-est asiatico
I XXIX Giochi del Sud-est asiatico si sono svolti a Kuala Lumpur (Malaysia) dal 19 al 30 agosto 2017; tuttavia l'inizio di alcuni eventi è stato anticipato al 14 agosto 2017.
I Giochi sono stati ospitati per la sesta volta dalla Malesia: le precedenti occasioni erano state relative alle edizioni del 1965, 1971, 1977, 1989 e 2001.
I Giochi sono stati ufficialmente aperti presso il Bukit Jalil National Stadium dal sovrano Muhammad V di Kelantan.

## Giochi

### Paesi partecipanti
Ai giochi hanno partecipato undici nazioni. Tra parentesi, il numero di atleti partecipanti per ognuna di esse:
- Birmania (405)
- Brunei (105)
- Cambogia (169)
- Filippine (497)
- Indonesia (535)
- Laos (195)
- Malesia (844) (paese organizzatore)
- Singapore (569)
- Thailandia (818)
- Timor Est (50)
- Vietnam (460)

## Medagliere
| Pos.   | Paese      |     |     |     | Totale |
| ------ | ---------- | --- | --- | --- | ------ |
| 1      | Malaysia   | 145 | 90  | 86  | 322    |
| 2      | Thailandia | 71  | 84  | 88  | 243    |
| 3      | Vietnam    | 59  | 49  | 60  | 168    |
| 4      | Singapore  | 58  | 58  | 72  | 188    |
| 5      | Indonesia  | 38  | 63  | 90  | 191    |
| 6      | Filippine  | 23  | 34  | 63  | 120    |
| 7      | Birmania   | 7   | 10  | 20  | 37     |
| 8      | Cambogia   | 3   | 2   | 12  | 17     |
| 9      | Laos       | 2   | 3   | 21  | 26     |
| 10     | Brunei     | 0   | 5   | 9   | 14     |
| 11     | Timor Est  | 0   | 0   | 3   | 3      |
| Totale | Totale     | 406 | 398 | 524 | 1328   |